# ساندرو خوسيه فيريرا دا سيلفا
ساندرو خوسيه فيريرا دا سيلفا (بالبرتغالية: Sandro José Ferreira da Silva) هو لاعب كرة قدم برازيلي، ولد في 19 مارس 1986 في البرازيل. لعب مع نادي رييد ونادي سانت بولتن ونادي فاسكو دا غاما ونادي فيتوريا.

## وصلات خارجية
- ساندرو خوسيه فيريرا دا سيلفا على موقع الاتحاد الدولي (مؤرشف)  (الإنجليزية)
- ساندرو خوسيه فيريرا دا سيلفا على موقع قاعدة بيانات كرة القدم.إي يو (الإنجليزية)
- ساندرو خوسيه فيريرا دا سيلفا على موقع Soccerway.com (الإنجليزية)